# Glidformsgjutning

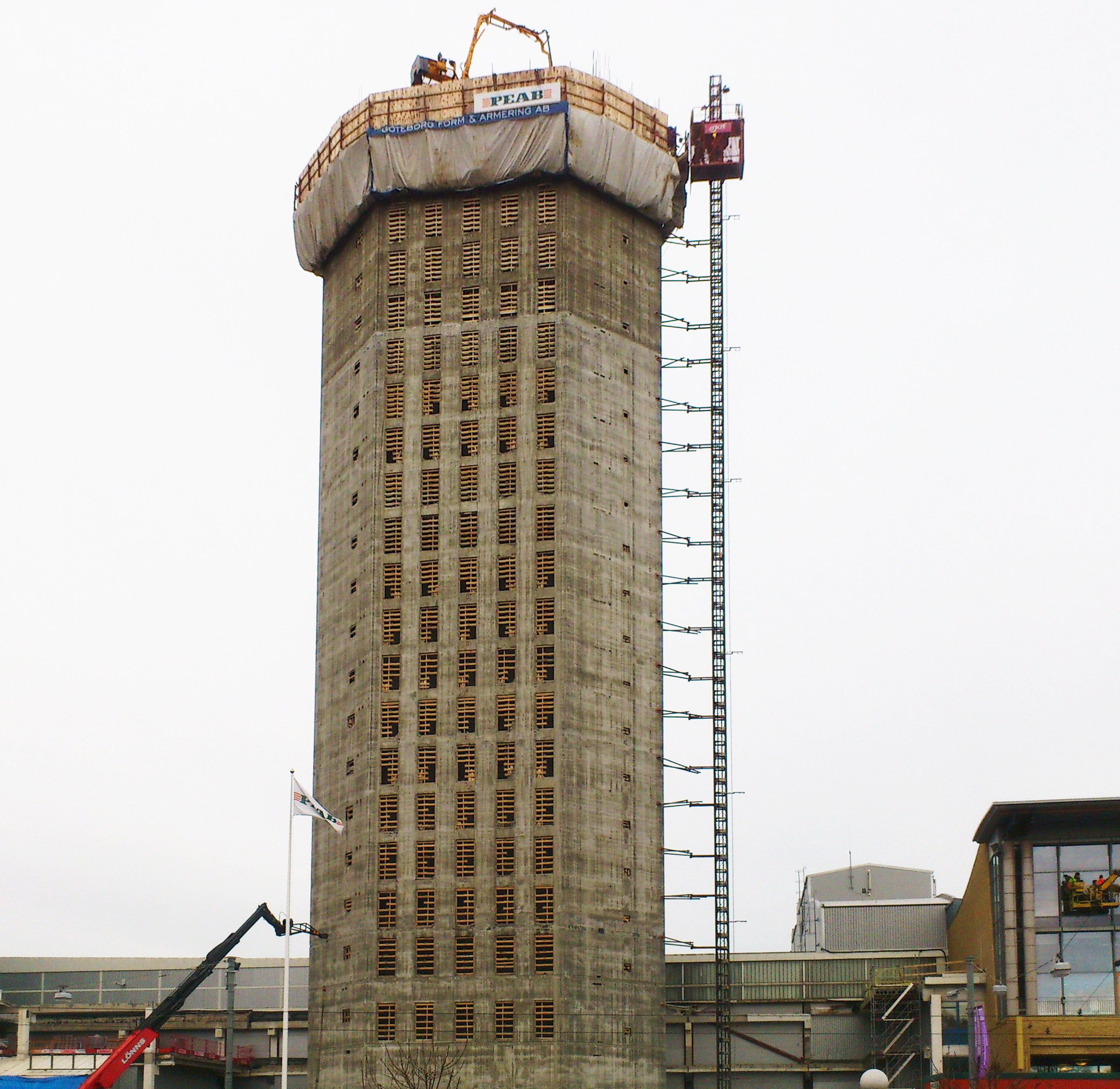
Hotel Gothia Towers tredje torn uppförs, november 2012.

Glidformsgjutning är en byggnadsteknik vid betonggjutning. Vid glidformsgjutning ”glider” betongformen på byggnadsverket i en jämn kontinuerlig process vertikalt uppåt med hjälp av hydrauliska domkrafter. Tekniken är en svensk uppfinning från 1944. Glidformsgjutning används vanligen vid gjutning av höga konstruktioner såsom TV-torn, höga bropelare och skorstenar. Fördelen är att det inte behövs någon byggnadsställning som står på marken, ställningen följer med upp, medan glidformen är i ständig rörelse under processens gång, och ny betong fylls på ovanifrån. 

## Historia
Sverige var ett av föregångsländerna med glidformsgjutning, tack vare företaget AB Byggförbättring,  senare AB Bygging, som grundades 1942. En av Byggförbättrings utvecklare, Rolf Johansson, uppfann 1944 en ny metod för gjutning av betong. Metoden bestod av att montera hydrauliska klätterdomkrafter kring gjutformen. Medan betongen fylldes på ovanifrån förflyttades formen uppåt med hjälp av domkraften. Metoden har sedan dess kallats för glidformgjutning.
1946 tog Rolf Johansson patent på uppfinningen och företaget Byggförbättring blev världsledande inom denna byggteknik, med verksamhet på fem kontinenter, under det nya namnet AB Bygging.
Uddemann Byggteknik AB grundades 1955 och utökade sin verksamhet med glidformsgjutning 1965, och efter år av konkurrens, uppgick de båda företagen 1980 i Bygging-Uddemann, vilka fortfarande är fortfarande internationellt aktiva efter att ha utfört projekt i över 100 länder, och nyligen under 2019 skrev kontrakt för att producera kassunerna till "Gangneung Power plant project" i Gangwon, en provins i nordöstra Sydkorea.

## Byggnader i Sverige

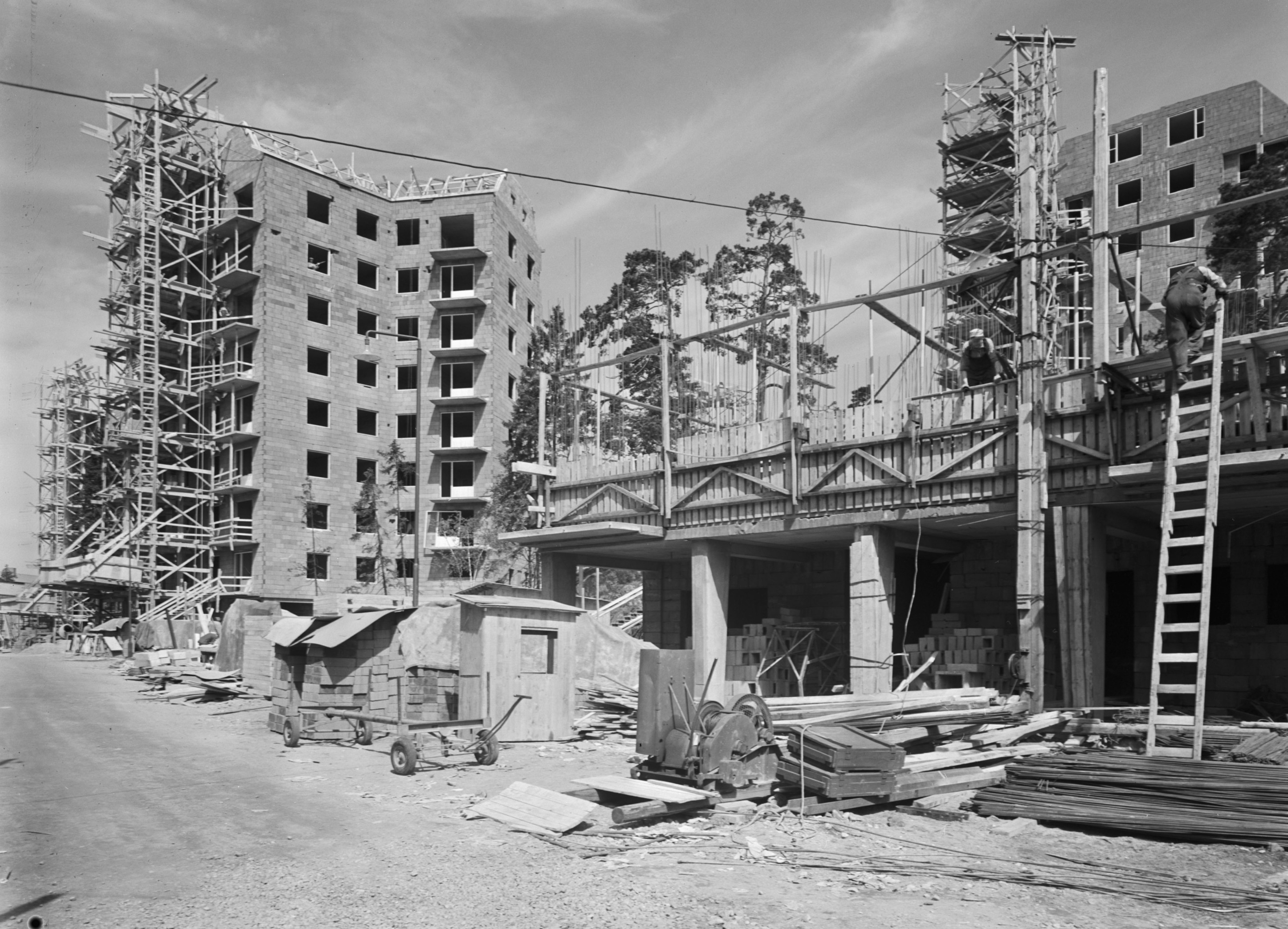
Stjärnhusen på Skidvägen 1 och närmast 3 under uppförande med glidform, 1950. I bakgrunden syns ett av husen på Snöflingebacken.

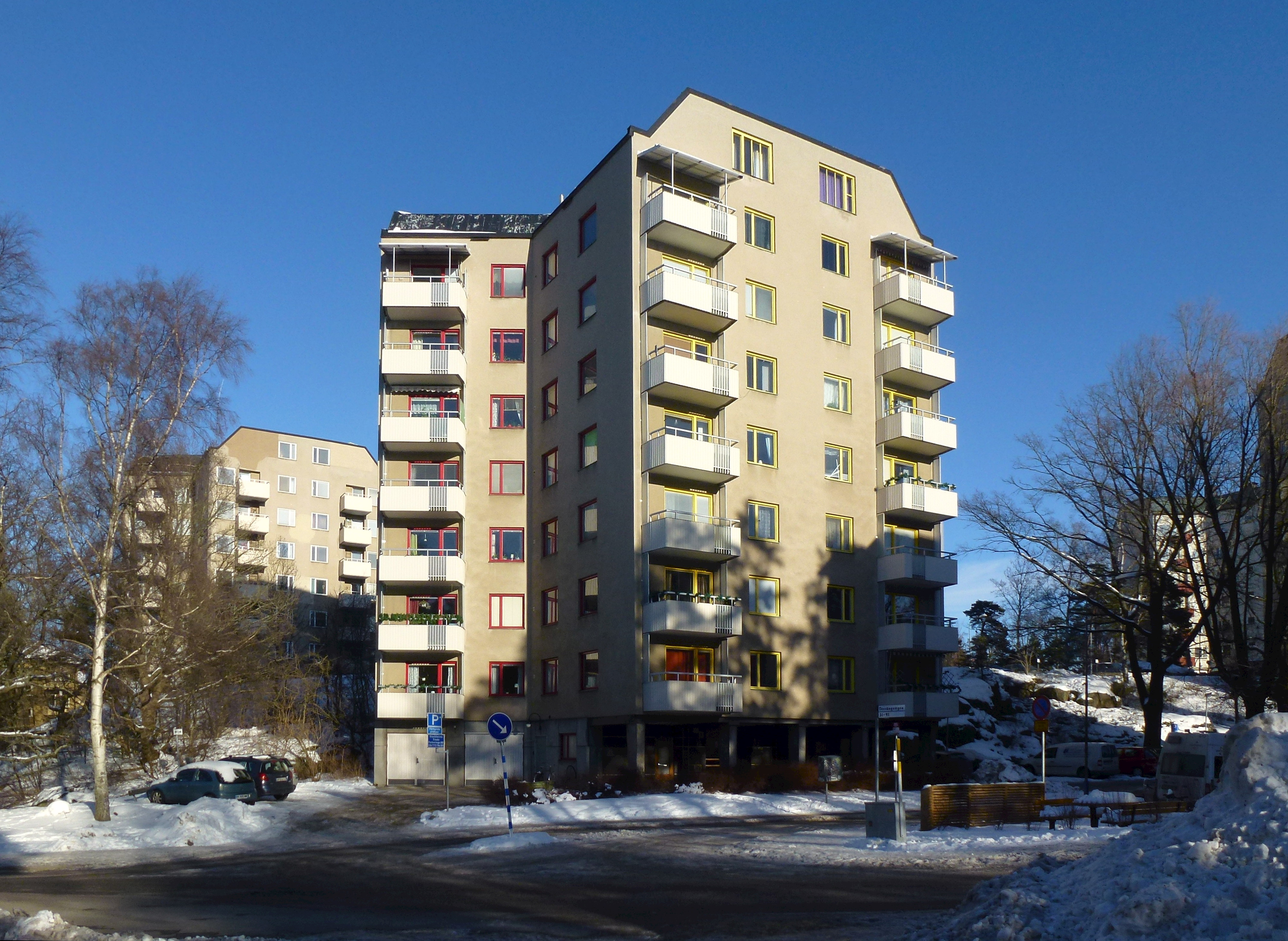
Nutida foto på huset på Skidvägen 1 i Västertorp 2015. (Fotat på Terrängvägen)

Under 1940-talet hade ingenjörerna Emrik Lindman och Erik von Heidenstam prövat att från en glidform där betong fylldes på uppifrån gjuta ett flertal silos med gott resultat, och 1949 ansågs tekniken så beprövad att man ville applicera tekniken vid byggnad av bostadshus, varför man 1950 uppförde fyra större punkthus med denna hydrauliska glidformsmetod.
AB Byggförbättring uppförde på Skidvägen i Stockholms stadsdel Västberga under våren 1950, två åttavåningshus och ett sjuvåningshus för Hyreshus i Stockholm AB (som fusionerades med Svenska Bostäder 1972), vilka om det inte var de absolut första i världen, åtminstone bland de allra första byggnader som uppfördes med denna metod:
| ”                                                                                | Arbetet bedrevs i två 8 ½ h skift. Arbetsstyrkan per skift var: ett gjutarlag på sju man, en spelskötare, tre armerare, två plattsättare, två hantlangare på marken, en hantlangare för diverse på arbetsplanet och en formlyftare; dessutom en à tre timmermän för insättning av ursparingar för fönster, bjälklagsanfang, byggande av invändig tramp i trapphuset och horisontalstagning av de fristående pelarna. | „ |
| – Glidformsgjutning av betonghus, av civilingenjör Sven-Erik Svensson, Stockholm | |   |

Senare, under sommaren 1950, uppförde AB Skånska Cementgjuteriet (SCG) på Kungsholmen i Stockholm, ett niovåningshus, också med glidformsteknik, varvid AB Byggförbättring tillhandahöll sina patenterade hydrauliska lyftar, medan själva formlyftningen ombesörjdes av Svenska Entreprenad AB.
Kvarteret Stamtavlan även kallat Gamla Östberga vilket ligger i stadsdelen Östberga i södra Stockholm, uppfördes åren 1958–1960 efter ritningar av arkitekt Lars Magnus Giertz som ett så kallat storkvarter vars 17 fastigheter med 840 bostäder grupperar sig kring en park. Trapphusen göts i glidformsteknik och utgjorde så fixpunkter för det fortsatta byggandet. Här genomfördes en rad byggnadstekniska experiment som bidrog till utvecklingen av det industriella byggandet i Sverige. Kvarteret är av Stadsmuseet i Stockholm utpekat som ”kulturhistoriskt värdefullt”.
HSB:s nya bostadsområde i Östberga blev dock betydligt dyrare än planerat och en del felsatsningar fick rättas till i efterhand. Många av 1950-talets experiment fungerade dock väl och bidrog avsevärt till det industriella bostadsbyggandet i Sverige som skulle tillämpas i stor skala i miljonprogrammet vilket tog sin början några år efter kvarteret Stamtavlan, omkring 1965.
Utvecklingen gick sedan fort, och fler kända exempel då glidformstekniken använts i Sverige är gjutningen av  Kaknästornet (klart 1967) och Hammarbytornet (klart 1986), båda i Stockholm, samt Älvsborgsbron i Göteborg.
Numera förekommer glidformsgjutningar mera sällan i Sverige, här några nyare exempel:
- Bygget av hisschaktet, ca 91 m högt, för Hotel Gothia Towers tredje torn i Göteborg (2012)[8].
- Fyra pyloner till Tele2 Arean (Stockholmsarenan) gjordes med hjälp av glidform. Två av pylonerna var 38 m höga och två var 34 m höga. Arbetet utfördes under november 2010 i två omgångar. Varje omgång var 12 dygn och med en veckas mellanrum[8].

## Exempel Kaknästornet
Kaknästornets glidform vandrar uppåt på tornet i mitten på 1960-talet

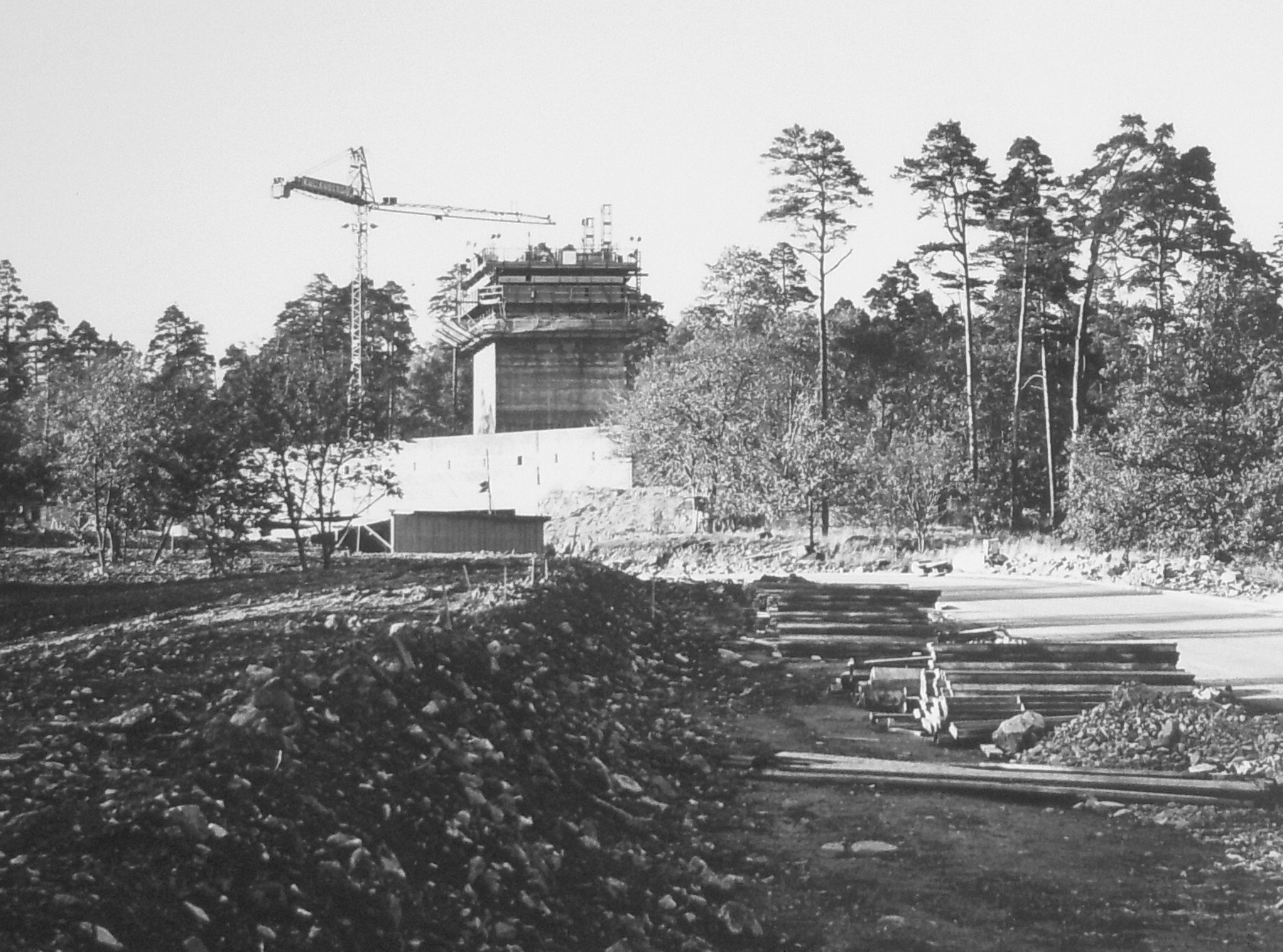
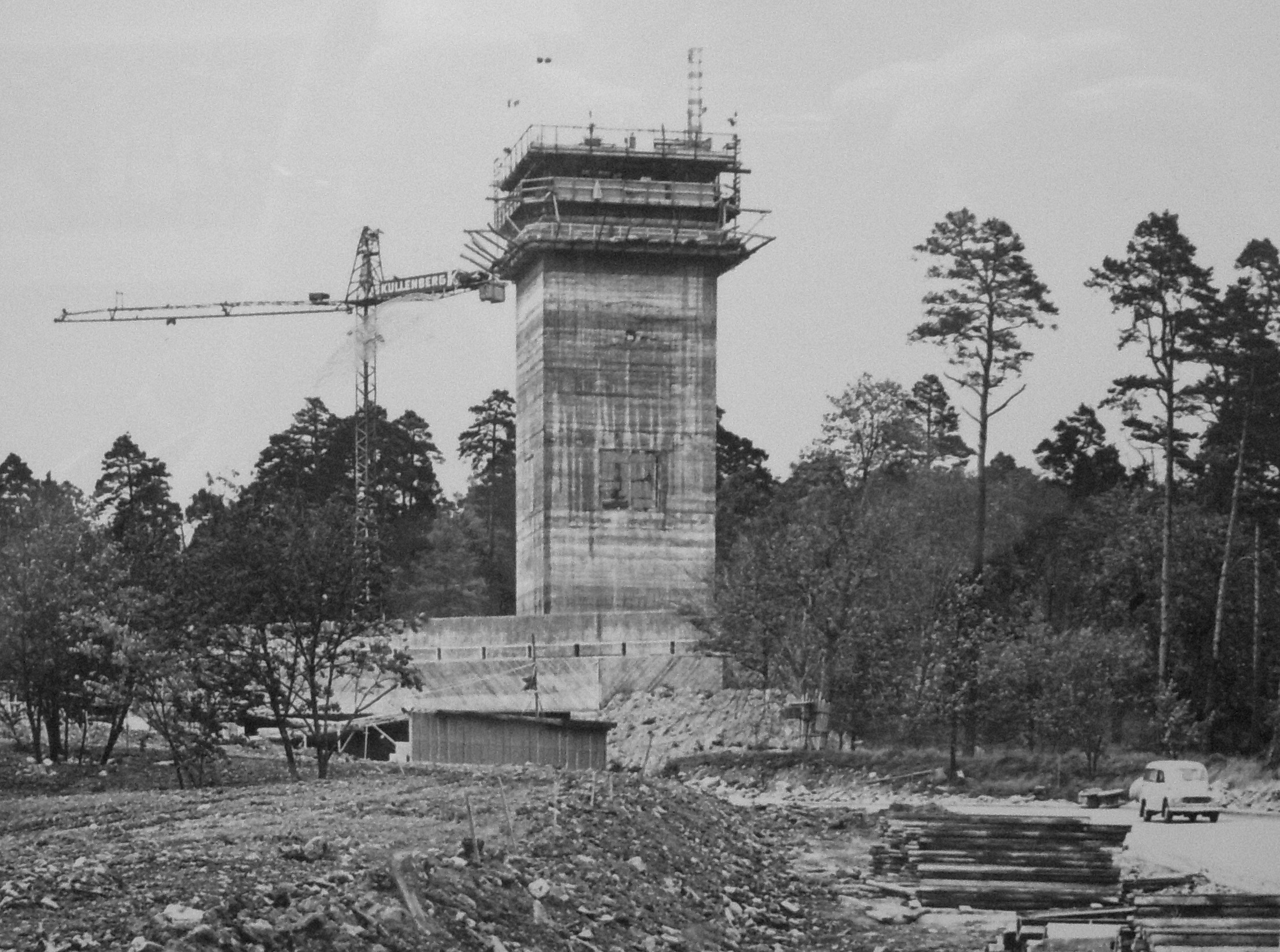
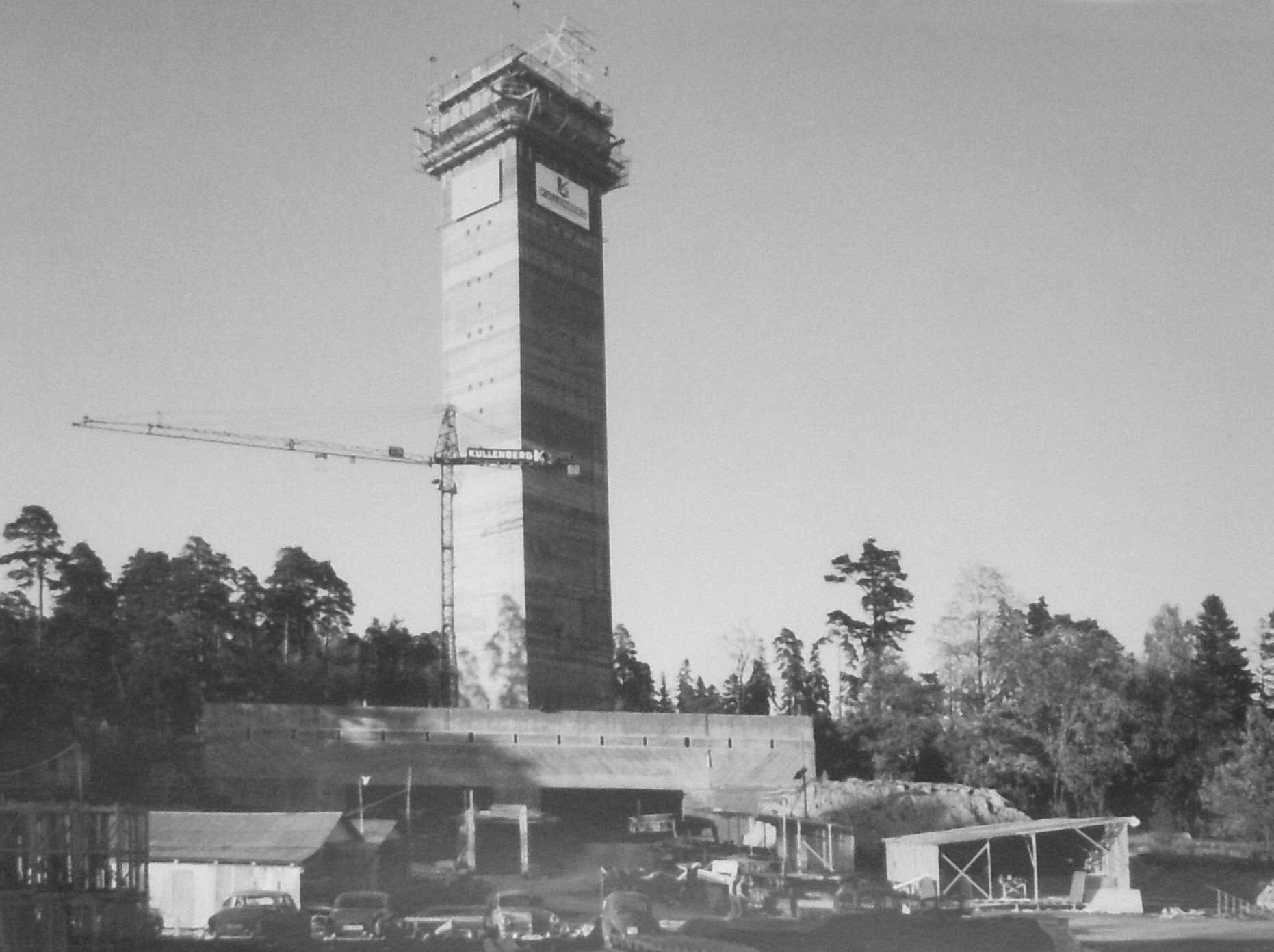
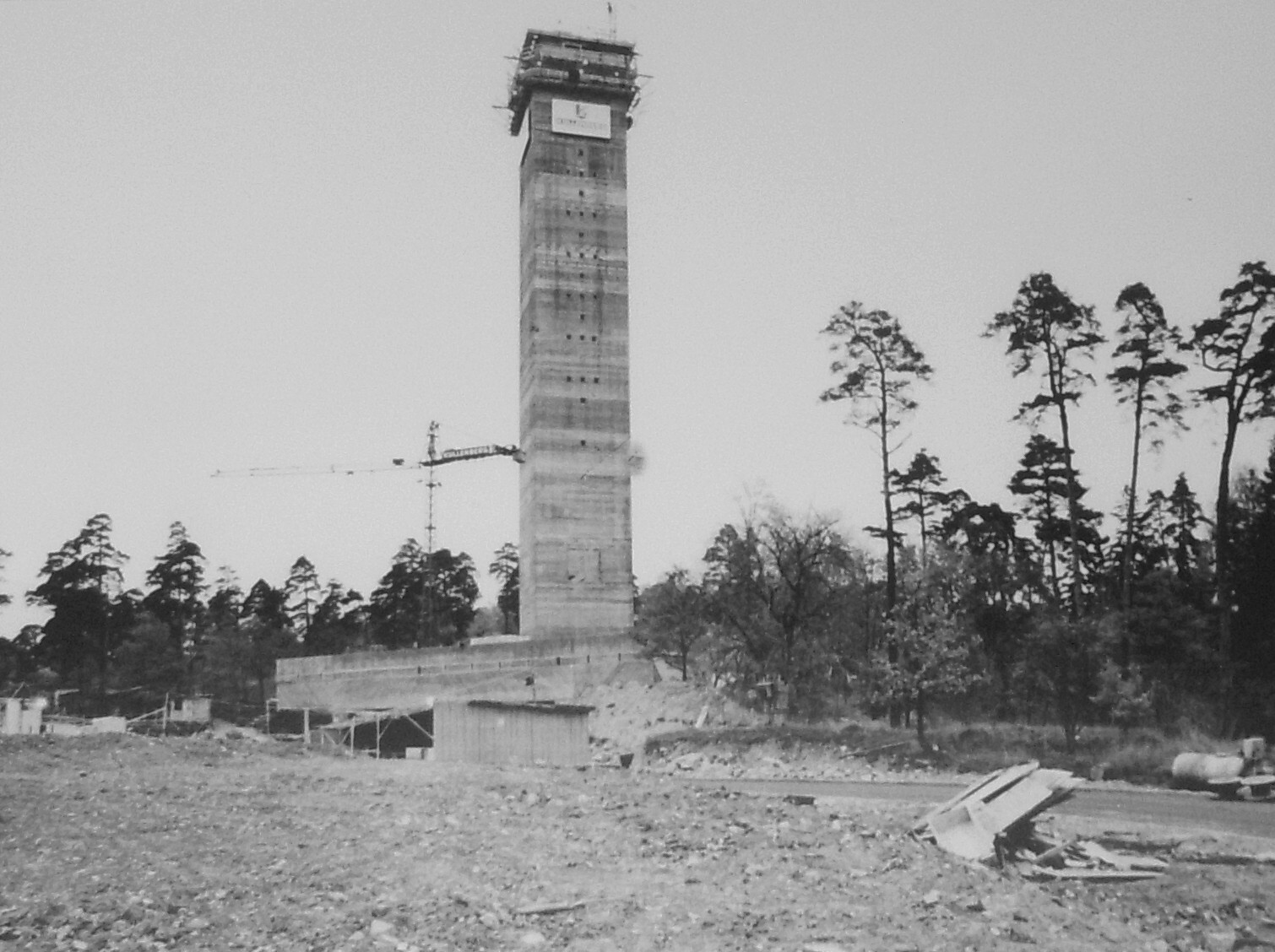